# Vejby Sogn (Gribskov Kommune)
 For alternative betydninger, se Vejby Sogn. (Se også artikler, som begynder med Vejby Sogn)
Vejby Sogn er et sogn i Frederiksværk Provsti (Helsingør Stift).
I 1800-tallet var Tibirke Sogn anneks til Vejby Sogn. Begge sogne hørte til Holbo Herred i Frederiksborg Amt. Vejby-Tibirke sognekommune blev ved kommunalreformen i 1970 indlemmet i Helsinge Kommune, der ved strukturreformen i 2007 indgik i Gribskov Kommune.
I Vejby Sogn ligger Vejby Kirke.
I sognet findes følgende autoriserede stednavne:
- Askemose (bebyggelse)
- Bjørnehøjgård (bebyggelse)
- Dyndmosen (bebyggelse)
- Ellemose (bebyggelse)
- Hanebjerg (bebyggelse)
- Holløse (bebyggelse)
- Holløse By (bebyggelse, ejerlav)
- Holløselund (bebyggelse)
- Julehøjkrog (bebyggelse)
- Karsebæk Huse (bebyggelse)
- Kælderbjerggård (bebyggelse)
- Melhøjgård (bebyggelse)
- Mønge (bebyggelse)
- Mønge By (bebyggelse, ejerlav)
- Mønge Huse (bebyggelse)
- Rågeleje (bebyggelse, ejerlav)
- Rågemark (bebyggelse)
- Salgårdshøj (areal, bebyggelse)
- Stokkebro (bebyggelse)
- Strandbjerggård (bebyggelse)
- Strandhøjgård (bebyggelse)
- Studebjerg (bebyggelse)
- Svansmose (bebyggelse)
- Unnerup (bebyggelse)
- Unnerup By (bebyggelse, ejerlav)
- Vejby (bebyggelse)
- Vejby By (bebyggelse, ejerlav)
- Vejby Strand (bebyggelse)
- Ørby (bebyggelse)
- Ørby By (bebyggelse, ejerlav)